# 15399 Hudec
15399 Hudec è un asteroide della fascia principale. Scoperto nel 1997, presenta un'orbita caratterizzata da un semiasse maggiore pari a 2,6192961 UA e da un'eccentricità di 0,1482006, inclinata di 1,70997° rispetto all'eclittica.